# Entelopes glauca
Entelopes glauca är en skalbaggsart som beskrevs av Guérin-Méneville 1844. Entelopes glauca ingår i släktet Entelopes och familjen långhorningar. Inga underarter finns listade i Catalogue of Life.